# Championnat des îles Féroé de football 2017
Navigation
Saison précédente Saison suivante
La saison 2017 d'Effodeildin est la soixante-quinzième édition de la première division féroïenne. Les dix clubs participants au championnat sont confrontés à trois reprises aux neuf autres dans une série de matchs se déroulant sur toute l'année. En fin de saison, les deux derniers du classement sont relégués et remplacés par les deux meilleurs clubs de 1. deild, la deuxième division féroïenne.
C'est le tenant du titre, le Víkingur Gøta, qui est à nouveau sacré cette saison après avoir terminé en tête du classement final, ne devançant le KÍ Klaksvík qu'à la faveur d'une meilleure différence de buts. Le B36 Tórshavn complète le podium, à quatre points du duo de tête. C'est le deuxième titre de champion des Îles Féroé de l'histoire du Vikingur.
Avant le démarrage de la saison, le club du TB Tvøroyri fusionne avec deux autres formations de l'île de Suðuroy, le FC Suðuroy et Royn Hvalba. Le nouveau club doit avoir un nom pour la saison 2018, pour la présente saison, il est dénommé TB/FC Suðuroy/Royn.

## Qualifications en coupe d'Europe
À l'issue de la saison, le champion se qualifie pour le 1er tour de qualification de la Ligue des champions 2018-2019.
Alors que le vainqueur de la Løgmanssteypið prend la première des trois places en Ligue Europa 2018-2019, les deux autres places reviennent au deuxième et au troisième du championnat.

## Participants
- EB/Streymur - Promu de 1. deild
- B36 Tórshavn
- 07 Vestur - Promu de 1. deild
- HB Tórshavn
- ÍF Fuglafjørður
- KÍ Klaksvík
- NSÍ Runavík
- Skála ÍF
- TB/FC Suðuroy/Royn
- Víkingur Gøta

## Compétition
Le classement est établi sur le barème de points classique (victoire à 3 points, match nul à 1, défaite à 0).
Pour départager les égalités, on tient d'abord compte de la différence de buts générale, puis du nombre de buts marqués, puis des confrontations directes et enfin si la qualification ou la relégation est en jeu, les deux équipes jouent une rencontre d'appui sur terrain neutre.

### Classement
| Rang | Équipe             | Pts | J  | G  | N  | P  | Bp | Bc | Diff |
| ---- | ------------------ | --- | -- | -- | -- | -- | -- | -- | ---- |
| 1    | Víkingur GøtaT     | 52  | 27 | 15 | 7  | 5  | 62 | 33 | +29  |
| 2    | KÍ Klaksvík        | 52  | 27 | 14 | 10 | 3  | 50 | 26 | +24  |
| 3    | B36 Tórshavn       | 48  | 27 | 13 | 9  | 5  | 62 | 39 | +23  |
| 4    | NSÍ RunavíkC       | 46  | 27 | 13 | 7  | 7  | 57 | 35 | +22  |
| 5    | HB Tórshavn        | 39  | 27 | 10 | 9  | 8  | 43 | 31 | +12  |
| 6    | Skála ÍF           | 33  | 27 | 8  | 9  | 10 | 31 | 40 | -9   |
| 7    | EB/StreymurP       | 32  | 27 | 9  | 5  | 13 | 34 | 49 | -15  |
| 8    | TB/FC Suðuroy/Royn | 29  | 27 | 8  | 5  | 14 | 31 | 45 | -14  |
| 9    | 07 VesturP         | 28  | 27 | 8  | 4  | 15 | 37 | 59 | -22  |
| 10   | ÍF Fuglafjørður    | 12  | 27 | 3  | 3  | 21 | 23 | 73 | -50  |

|  | Qualification pour le premier tour de qualification de la Ligue des champions 2018-2019 |
|  | Qualification pour le premier tour de qualification de la Ligue Europa 2018-2019        |
|  | Qualification pour le tour préliminaire de la Ligue Europa 2018-2019                    |
|  | Relégation en 1. deild 2018                                                             |

Le club placé à la neuvième place ne sera pas relégué cette saison, à part le champion de la deuxième division tous les autres clubs sont des équipes réserves et ne peuvent donc accéder à la première division. 

### Résultats
| Résultats (▼dom., ►ext.) | 07V | B36 | EBS | HB  | ÍF  | KÍ  | NSÍ | SKÁ | TBF | VÍK | 07V | B36 | EBS | HB  | ÍF  | KÍ  | NSÍ | SKÁ | TBF | VÍK |
| 07 Vestur                |     | 4-3 | 2-2 | 1-4 | 3-2 | 0-2 | 0-7 | 1-1 | 0-1 | 2-4 |     |     |     |     |     | 1-1 | 2-3 | 5-0 | 3-1 |     |
| B36 Tórshavn             | 4-0 |     | 1-0 | 2-2 | 4-0 | 1-1 | 2-2 | 2-1 | 3-0 | 3-5 | 2-0 |     |     |     | 4-2 | 1-3 | 2-0 |     |     |     |
| EB/Streymur              | 0-2 | 0-0 |     | 1-0 | 2-4 | 2-1 | 0-3 | 1-2 | 1-0 | 1-5 | 3-0 | 1-2 |     | 2-1 |     |     |     |     | 2-2 | 0-1 |
| HB Tórshavn              | 2-0 | 2-2 | 2-3 |     | 4-2 | 2-1 | 4-1 | 1-2 | 2-1 | 2-2 | 3-0 | 1-1 |     |     |     |     |     |     | 3-1 | 1-2 |
| ÍF Fuglafjørður          | 0-1 | 1-5 | 3-1 | 0-0 |     | 1-4 | 0-3 | 0-1 | 0-4 | 1-1 | 1-5 |     | 1-2 | 2-1 |     |     | 0-2 |     |     | 1-5 |
| KÍ Klaksvík              | 1-0 | 1-5 | 1-0 | 1-0 | 3-1 |     | 2-2 | 0-0 | 4-1 | 1-1 |     |     | 6-0 | 0-0 | 4-0 |     | 3-1 |     |     |     |
| NSÍ Runavík              | 4-0 | 1-1 | 1-1 | 1-0 | 3-0 | 2-2 |     | 1-1 | 4-0 | 0-1 |     |     | 3-2 | 2-3 |     |     |     | 3-4 |     | 2-1 |
| Skála ÍF                 | 0-1 | 2-2 | 3-2 | 0-0 | 0-0 | 1-2 | 2-1 |     | 2-2 | 1-2 |     | 2-3 | 1-1 | 0-0 | 2-1 | 1-2 |     |     |     |     |
| TB/FC Suðuroy/Royn       | 3-1 | 3-2 | 1-2 | 0-0 | 2-1 | 1-2 | 1-3 | 2-0 |     | 0-3 |     | 0-1 |     |     | 1-0 | 0-0 | 0-0 | 0-2 |     |     |
| Víkingur Gøta            | 2-2 | 1-1 | 1-2 | 1-3 | 4-0 | 2-2 | 1-2 | 1-0 | 3-0 |     | 3-1 | 4-2 |     |     |     | 0-0 |     | 4-0 | 2-3 |     |

## Bilan de la saison
| Championnat des îles Féroé de football 2017 |                          |
| Champion                                    | Víkingur Gøta (2e titre) |
| Coupes et trophées                          |                          |
| Vainqueur de la Coupe des îles Féroé 2017   | NSÍ Runavík              |
| Qualifications continentales                |                          |
| Ligue des champions de l'UEFA 2018-2019     | Víkingur Gøta            |
| Ligue Europa 2018-2019                      | KÍ Klaksvík              |
| Ligue Europa 2018-2019                      | B36 Tórshavn             |
| Ligue Europa 2018-2019                      | NSÍ Runavík              |
| Promotions et relégations                   |                          |
| Promus en Effodeildin                       | AB Argir                 |
| Relégués en 1. deild                        | ÍF Fuglafjørður          |